# Бордюг, Владимир Николаевич
Владимир Николаевич Бордюг (укр. Володимир Миколайович Бордюг; род. 27 ноября 1969, Кировоград) — советский и украинский футболист, полузащитник.

## Игровая карьера
Воспитанник кировоградской ДЮСШ, первый тренер — Алексей Кацман. Во взрослом футболе дебютировал в 1987 году в команде «Радист (Кировоград)». Далее играл в командах «Барановичи», «Звезда» (Кировоград) и «Подолье» (Хмельницкий).
Перед стартом второго чемпионата Украины перешёл в «Ниву» (Тернополь), где 16 августа 1992 года в игре с «Кривбассом» дебютировал в высшей лиге чемпионата Украины.
С 1993 по 1997 годы играл в командах первой и второй лиг украинского чемпионата.
Продолжил карьеру в третьей лиге чемпионата России. Защищал цвета команд «Фабус», «Спартак» (Йошкар-Ола), «Нефтяник» (Бугульма). В 1999 году был игроком костанайского «Тобола».